# バッカニヤ
『バッカニヤ』（BUCCANYAR）はサクセスより2023年4月20日に発売されたゲームソフト。対応プラットフォームはNintendo Switch・PlayStation 4。

## 概要
サクセスの新規IPによる「大海戦タワーオフェンスゲーム」。海洋世界を舞台にしたアドベンチャーと海上で展開されるシミュレーションバトルが主な内容となる。

## あらすじ
3人の少女は父親の遺した手紙を頼りに、乗組員たち（進化した猫）と共に大海原へと旅立つ。

## 登場キャラクター

### 主人公
カンナ・ダイクン
声 - 倉本一花
リーリア・スペル
声 - 桜沢優花
アリシア・エイム
声 - ふなきかなみ

### 相棒
主人公をサポートする猫の相棒。
ヤスリ
カンナの相棒猫。
エリン
リーリアの相棒猫。
シオン
アリシアの相棒猫。

### サブキャラクター
ロック・ローラン
声 - 鹿野幸成
ギルド「キャッテリー」の長。
ガザゼル・ハウンダー
声 - 宮田和樹
ギルド「バウンサー」の副長。
ジージ・ダット
声 - 熊本健太
ギルド「ピッガー」の長。
シーラ・フライ
声 - 夏怜
ギルド「クローガリー」の長。
ソフィー・ハーツ
声 - 音代雪里
ギルドに属さない女海賊。